# El Porvenir de Velasco Suárez
El Porvenir de Velasco Suárez är en kommunhuvudort i Mexiko.   Den ligger i kommunen El Porvenir och delstaten Chiapas, i den sydöstra delen av landet, 900 km sydost om huvudstaden Mexico City. El Porvenir de Velasco Suárez ligger 2 849 meter över havet och antalet invånare är 13 201.
Terrängen runt El Porvenir de Velasco Suárez är bergig åt nordost, men åt sydväst är den kuperad. El Porvenir de Velasco Suárez ligger uppe på en höjd. Runt El Porvenir de Velasco Suárez är det ganska tätbefolkat, med 83 invånare per kvadratkilometer. Närmaste större samhälle är Motozintla de Mendoza, 10,6 km söder om El Porvenir de Velasco Suárez. I omgivningarna runt El Porvenir de Velasco Suárez växer i huvudsak blandskog.